# Кантнер, Пол
Пол Лорин Кантнер (англ. Paul Kantner; 17 марта 1941 — 28 января 2016) — американский рок-музыкант, основатель рок-групп Jefferson Airplane и Jefferson Starship.

## Происхождение, личная жизнь
Родился в семье Пола Кантнера и Коры Ли Кантнер (Фортье), у него были единокровные брат и сестра, намного старше его. Его мать умерла, когда ему было восемь лет, причем Кантнеру не дали посетить её похороны, отправив его вместо этого в цирк. Его отец, коммивояжёр, после смерти матери, отослал молодого Кантнера в Иезуитскую военную школу. В библиотеке школы в восемь или девять лет, он прочитал свою первую книгу научной фантастики, давшую ему отвлечение от непростой жизни, и также стал увлекаться музыкой. Когда Пол стал подростком, он вошёл в полное философское противостояние против всех форм власти, и был полон решимости стать исполнителем фолк-роковых песен протеста как его музыкальный кумир Пит Сигер. Он учился в университете Санта-Клары и университете штата в Сан-Хосе, закончив в общей сложности три курса прежде чем прервать формальное образование и окончательно уйти в музыку.
Как политический анархист, в молодости защищал использование галлюциногенов, таких как ЛСД для «расширения сознания». Позднее, в интервью 1986 года, Кантнер высказал свои мысли о кокаине и алкоголе, говоря, "Кокаин это особенно вредный наркотик, который превращает людей в ничтожества. А алкоголь — вероятно худший наркотик их всех. Когда вы становитесь старше и достигаете большего в жизни вообще, вы понимаете, что наркотики не помогают, особенно если ими злоупотреблять. Когда Кантнер лежал в больнице с кровоизлиянием в мозг в 1980 году, его лечащий врач Стивен Леви, сказал, что болезнь не связана с наркоманией, говоря: «нет никакого отношения между болезнью Пола и наркотиками. Он не употребляет наркотики.» У Кантнера трое детей — дочь Чайна (от брака с Грейс Слик), и сыновья Гэрет и Александр.

## 1960-е и 1970-е годы

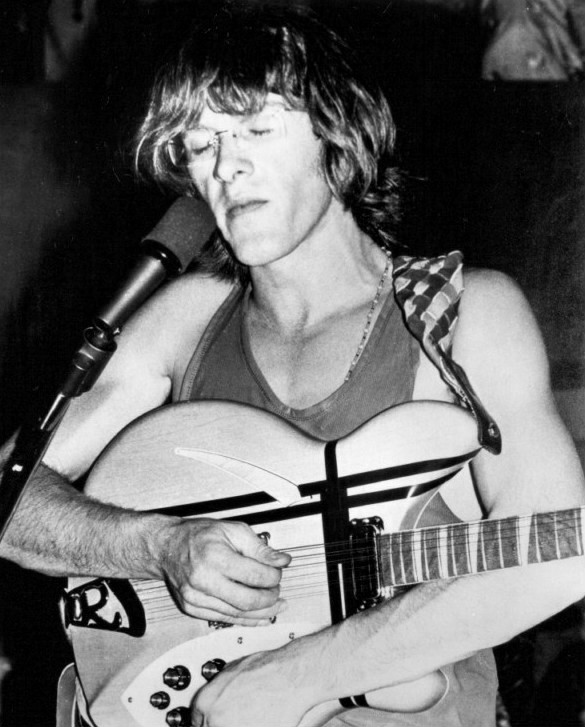
Кантнер, 1972 год

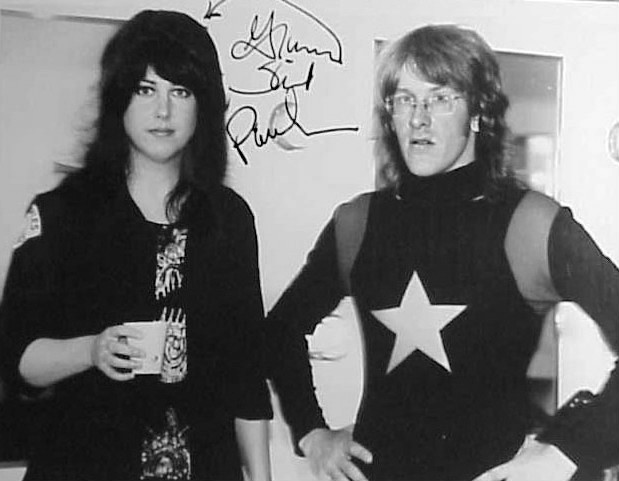
Кантнер и Грейс Слик

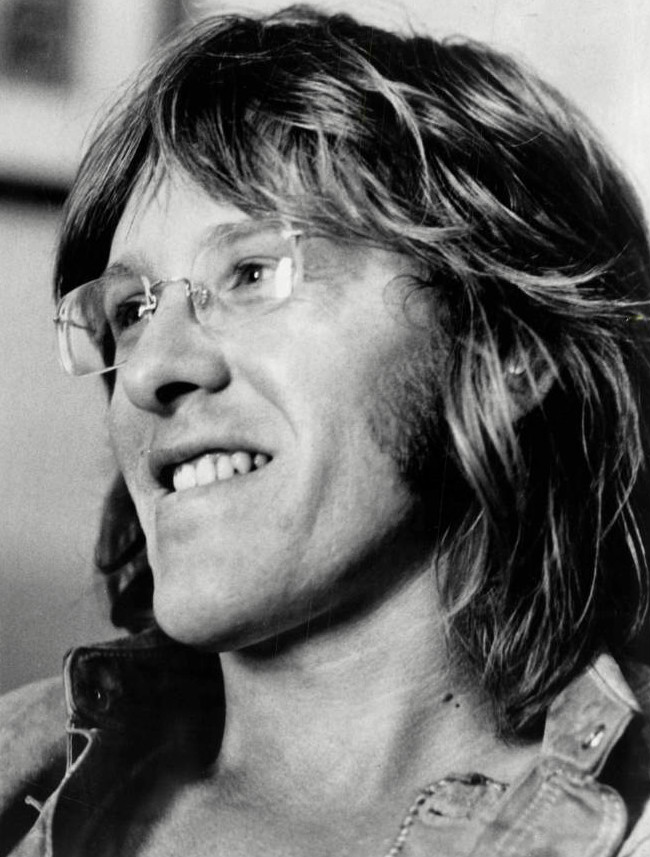
Кантнер, 1975 год

Летом 1965 года певец Марти Балин решил основать новую группу Jefferson Airplane, и предложил Кантнеру присоединиться. На место гитариста Кантнер порекомендовал Йорму Кауконена, с которым он познакомился когда жил в Сан-Хосе. Кантнер будет единственным участником выступающим во всех составах Jefferson Airplane/Starship, имеющих приставку Jefferson. Песни Кантнера часто сочетали причудливую или политическую лирику с научной фантастикой, необычно наложенных на часто хард-роковый звук группы. Кантнер и Jefferson Airplane были среди групп игравших на фестивале Woodstock.
Во время переходного периода начала 1970-х, когда Jefferson Airplane начал распадаться, Кантнер записал альбом Blows Against The Empire, с группой которую он назвал Jefferson Starship.
Blows Against the Empire — концептуальный альбом в котором пелось о группе людей, убегающих с планеты Земля в угнанном космическом корабле. Альбом был номинирован в 1971 году на премию произведений научной фантастики Hugo Award.

## 1980-е 1990-e годы
В октябре 1980 года Кантнер попал в больницу с кровоизлиянием в мозг. Врачи решили не проводить операцию. Год спустя, Кэнтнер говорил о своем состоянии: «Если бы Большой Парень оттуда сверху, захотел бы поговорить со мной, я бы послушал. Но ничего не случилось. Это было все равно как короткие каникулы.» Болезнь была второй опасной проблемой с его здоровьем. В начале 1960-х он попал в серьезную аварию на мотоцикле: «я ударился в дерево прямо головой на скорости 40 миль в час и почти разбил свой череп. Некоторое время у меня там была пластина .» Возможно травма головы от аварии на мотоцикле спасла Кантнера от серьезных осложнений мозгового кровоизлияния; отверстие в черепе уменьшило внутричерепное давление.
В 1984 году Кантнер (последний член-учредитель Jefferson Airplane) оставил группу, объясняя что группа стала слишком коммерческой и заблудшей слишком далеко от своих корней бунтарской субкультуры. После ухода Кантнер подал в суд против прежних участников по поводу названия группы (остальная часть группы хотела продолжить выступать как Jefferson Starship). Кантнер выиграл свой иск, и название группы было уменьшено до просто «Starship.» В соответствии с решением суда, никакая группа не может назвать себя Jefferson Starship без Пола Кантнера в качестве участника, и никакая группа не может назвать себя Jefferson Airplane, если Грейс Слик не является участницей. Юридический конфликт имел личные последствия для дружбы Кантнера с Микки Томасом и Крэйгом Чакисо. В интервью 2007 года Кантнер сказал что прежнее решение суда не положило конец проблеме названия группы: "Прямо сейчас она (Грейс Слик) предъявляет мне иск по некой неизвестной причине, но вообще мы ладим хорошо. Двадцать лет назад, чувствуя себя уставшей от музыки, она передала мне права на Jefferson Starship, и теперь она предъявляет мне иск за то, что я использовал название. Я вынужден был пойти и откопать листок бумаги, который она подписала, и я показал его ей, но она сказала, «я не помню этого» Юридические вопросы разрешились в 2008 году, когда Слик и прежний менеджер группы Билл Томпсон были объявлены законными владельцами названия, но с предоставлением Кантнеру право использовать его для группы за плату, сумма которой не была раскрыта.
В 1985 году покинув группу Пол вместе с Кезеди и Балином сформировали группу KBC Band, выпустив один альбом. В 1988 году Кантнер также выступал в группе Hot Tuna, где компанию группе составила и Грейс Слик. Таким образом Jefferson Airplane формально воссоединилась, но ненадолго. Согласно Грейс она пришла выступить сначала ради шутки — «Мы даже не общались в течение года, мы боролись в суде… Так или иначе, идея состояла в том, что я только выйду на сцену и спою 'White Rabbit' чтобы увидеть что сделает Пол. Пол так и не понял что это шутка, но ему понравилось, и аудитории понравилось, и это именно так и началось.»
В 1989 году группа собралась в составе 1967 года (Кантнер, Слик, Балин, Кауконен, Кэссэди) и записала сильный альбом под названием просто Jefferson Airplane, выдержанный в традициях лучших своих работ. Ряд композиций из него (в том числе «Planes» и «The Wheel», написанные Кантнером) стали хитами.

## 1990-е — 2016

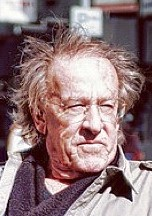

Кантнер и участники Jefferson Airplane были введены в Зал славы рок-н-ролла в 1996 году. Выступление на церемонии стало первым с 1970 года когда участники-основатели Марти Балин, Йорма Кауконен, Джек Кэзэди, Спенсер Драйден и Кантнер играли вместе, Слик пропустила церемонию из-за серьезной инфекции, но послала сообщение, которое было прочтено Кантнером, «Грэйс посылает свою любовь.»
В 1991 году Кантнер и Балин снова сформировали проект Jefferson Starship.
28 января 2016 года Пол Кантнер умер в США на 75-м году жизни. Он скончался в результате осложнений, вызванных перенесенным недавно инфарктом.